# Sport zawodowy
Sport zawodowy – oznacza uprawianie sportu w taki sposób, w jaki świadczy się pracę lub usługi za wynagrodzeniem, bez względu na to, czy pomiędzy sportowcem zawodowym a odpowiednią organizacją sportową istnieje formalna umowa o pracę czy też nie, w przypadku gdy wynagrodzenie przekracza koszty uczestnictwa i stanowi znaczącą część dochodów dla sportowca.